# 相模書房
相模書房（さがみしょぼう）は、日本の出版社。主に建築に関する書籍を刊行する。

## 概要
所在地
- 本社：東京都中央区銀座2-11-6

所属
- 土木・建築書協会（会員社）

## 社歴
1936年（昭和11年）創業。出資者の鈴木二六が小田原相海漁業組合の理事長であったことから相模書房と名付けられた。
初代社長は小林美一（よしかず）。当初は日本橋に社屋を構え、武田麟太郎の『世間ばなし』をはじめ、里見弴や野上弥生子など作家の随筆を中心に出版した。
しかし、編集者の引頭（いんどう）百合太郎が元は平凡社で百科事典の編纂に携わっていたことから、担当の建築関係者の中から岸田日出刀に随筆を依頼。『甍（いらか）』や『縁』などが当たり、それをきっかけに建築専門の出版社へシフトすることで軌道に乗った。
こうした流れの中で、岸田日出刀は中心的な著者・企画者として、写真集『過去の構成』、『京都御所』、『ナチス独逸の建築』などを著し、配下の若手建築研究者たちにも執筆の機会を与えた。
戦時中は出版社の整理統合が行われ、乾元社の名のもとで出版が行われた。この時期の主な出版物は岸田日出刀『建築学者伊東忠太』（1945）、『焦土に立ちて』（1946）などがある。
戦後は、建築専門出版社としていち早く活動を再開し、西山夘三『これからのすまい』、浜口ミホ『日本住宅の封建性』、吉阪隆正『住居学』などを出版した。
1950年には佐藤弘が社長に就任。1970年に神子久忠が、翌年には小川格がそれぞれ入社すると、立て続けに建築の評論集が企画される。以降、1980年代初頭までは神子・小川という二人の編集者に支えられて多くの名著が生まれた。特に、長谷川堯の『神殿か獄舎か』は当時の建築界に大きな衝撃を与えた。その他にも、西沢文隆『コートハウス論』、『庭園論』、上松祐二『世界観としての建築』、石山修武『バラック浄土』、佐々木宏『20世紀の建築家たち』、『巨匠への憧憬』などを出版して話題を集めた。
また、『これからのすまい』と『都市廻廊』は毎日出版文化賞を受賞した。

## 主な出版物
- 野上弥生子『秋風帖』1937年
- 岸田日出刀『甍』1937年
- 岸田日出刀『縁』1937年
- 岸田日出刀『堊(かべ)』1938年
- 武田麟太郎『世間ばなし』1938年
- 野上豊一郎『草衣集』1938年
- 鏑木清方『蘆の芽』』1938年
- 岸田日出刀『過去の構成』1938年（初版：構成社1929年）
- 佐藤武夫『無双窓―建築随筆評論集』1939年
- 岸田日出刀『ナチス独逸の建築』1940年
- 藏田周忠『陸屋根―建築工藝小論隨筆集』1940年
- 佐藤武夫『武者窓―建築随筆評論集』1941年
- 岸田日出刀『扉』1942年
- 関野克『日本住宅小史』1942年
- 田邊泰『日本建築の性格』1942年
- 内田祥文『建築と火災』1942年
- 今和次郎『日本の民家』1943年
- 剣持勇『規格家具』1943年
- 岸田日出刀『建築学者伊東忠太』1945年（乾元社名義で出版）
- 岸田日出刀『焦土に立ちて』1946年（乾元社名義で出版）
- 安東勝男『小住宅』1946年
- 西山夘三『これからのすまい』1947年
- 田邊平學『明日の都市』1947年
- 浜田稔『都市復興と建築』1947年
- 圖師嘉彦『日本の劇場回顧』1947年
- 木村幸一郎『氣候と住居』1947年
- 岸田日出刀『窓』1948年
- 浜口ミホ『日本住宅の封建性』1949年
- 藤島亥治郎『あかり障子』1949年
- 市浦健『明日の日本住宅』1950年
- 廣瀬孝六郎『最新上下水道』1951年
- 関重広『照明の設計』1953年
- 小倉強『東北の民家』1955年
- 原沢東吾『建築哲学序説』1956年
- 佐藤武夫『薔薇窓―建築随筆評論集』1957年
- 小林文次編『日本建築図集』1958年
- 富安秀雄『アパート建築―メゾネットを中心とした』1961年
- 野村孝文『南西諸島の民家』1961年
- 中村順平『建築という芸術 上/下』1961年/1978年
- 市浦健『共同住宅の平面計画』1962年
- 谷川正己『建築図学』1963年
- 佐藤武夫『佐藤武夫作品集』1963年
- 蔵田周忠『近代建築史―国際環境における日本近代建築の史的考察』1965年
- 遠山静雄『舞台照明五十年』1966年
- 吉阪隆正『住居学』1969年
- 大河原春雄『建築行政三十年―混乱時代から多摩ニュータウンへ』1969年
- 佐藤武夫『火燈窓―建築家評論随筆集』1969年
- 山本祐弘『樺太アイヌ・住居と民具』1970年
- 清田文永『空港―その建築的施設論』1972年
- 原沢東吾『都市と建築の哲学』1972年
- 小能林宏城『建築について』1972年
- 長谷川堯『神殿か獄舎か』1972年
- 岸田日出刀『岸田日出刀 上/下』1972年
- 長谷川堯『建築雌の視角』1973年
- 佐々木宏『20世紀の建築家たちⅠ・Ⅱ』1973年/1976年
- 上松佑二『世界観としての建築―ルドルフ・シュタイナー論』1974年
- 西沢文隆『コート・ハウス論―その親密なる空間』1974年
- 長谷川堯『都市廻廊』1975年
- 西沢文隆『庭園論Ⅰ―人と庭と建築の間』1975年
- 西沢文隆『庭園論Ⅱ―日本文化のなかで』1976年
- 西沢文隆『庭園論Ⅲ―続・日本文化のなかで』1976年
- 宮内康『風景を撃て―大学一九七〇-七五』1976年
- 岡秀隆『建築デザインの論理』1977年
- ルドルフ・シュタイナー著、上松佑二訳『新しい建築様式への道』1977年
- 向井覚『建築家・岩元禄』1977年
- 遠山静雄『アドルフ・アピア』1977年
- 竹内芳太郎『年輪の記―ある建築家の自画像』1978年
- 水原徳言『白井晟一の建築と人―縄文的なるもの』1979年
- 小川守之『建築家マッキントッシュ』1980年
- 丹下敏明『スペイン建築史』1980年
- ウィッチャーリー著、小林文次訳『古代ギリシャの都市構成』1980年
- 中善寺登喜次『住まいの設計ノートから』1980年
- 佐々木宏『ル・コルビュジエ断章』1981年
- 布野修司『戦後建築論ノート』1981年
- 陣内秀信・板倉文雄『東京の町を読む―下谷・根岸の歴史的生活環境』1981年
- 向井覚『建築家吉田鉄郎とその周辺』1981年
- 三宅理一『ドイツ建築史 上/下』1981年
- 石山修武『バラック浄土』1982年
- 吉阪隆正『乾燥なめくじ―生ひ立ちの記』1982年
- 横山不学『遥かなる身と心との遍歴―紀行と随想』1982年
- 保坂陽一郎『まもりのかたち―建築が透けるとき』1982年
- 建築綜合研究所編『建築家山口文象―人と作品』1982年
- 武基雄『市民としての建築家』1983年
- 小野木重勝『明治洋風宮廷建築』1983年
- レオナルド・ベネーヴォロ著、佐野敬彦・林寛治訳『図説・都市の世界史 1-4』1983年
- エリアス・コーネル著、宗幸彦訳『ラグナル・エストベリ』1984年
- 横山正『透視画法の眼―ルネサンス・イタリアと日本の空間』1985年
- 五十嵐敬喜『裁かれる近代―建築不自由の時代』1985年
- 太田邦夫『東ヨーロッパの木造建築―架構形式の比較研究』1988年
- 川島宙次『世界の民家・住まいの創造』1990年
- 佐々木宏『「インターナショナル・スタイル」の研究』1995年
- 佐藤京子『庭とのふれあい―つくられた空間』1997年
- 中善寺多加敏『入門インテリアパースー誰にでも描ける』1997年
- 近江栄『光と影―蘇る近代建築史の先駆者たち』1998年
- 三宅理一『ドイツ建築史 上/下』1999年
- 大岡敏昭『日本の風土文化とすまい―すまいの近世と近代』1999年
- 宍戸修『「快適空間」を考える : モード・住居・都市・芸術』1999年
- 佐々木宏『巨匠への憧憬』2000年
- 宍戸修『高田博厚の空間と思想―その人間と思想の謎を探る』2000年
- 中善寺紀子『よみがえる民家―私の民家改修日誌』2000年
- 福井憲彦・陣内秀信編『都市の破壊と再生―場所の遺伝子を解読する』2000年
- 井上宇市・中島康孝『建築設備ポケットブック 改訂第4版』2001年
- 小谷喬之助『劇場物語』2001年
- エドゥアルド・トロハ著、川口衞監修・解説『エドゥアルド・トロハの構造デザイン』2002年
- 石田繁之介『三井の建築六十年の軌跡』2003年（発行：南風舎、発売：相模書房）
- 松倉保夫『ガウディの装飾論―20世紀に見失われたガウディの思想』2003年（発行：南風舎、発売：相模書房）
- 市川隆一郎『子供たちからの警告』2004年
- 若杉幸子『住み手による住環境計画―その特性と地域分権化への期待』2005年
- 森義明『坐のはなし―りからみた日本の生活文化』2005年
- 浜島一成『中世日本建築工匠史』2006年
- 田中重光『大日本帝国の領事館建築―中国・満洲24の領事館と建築家』2007年
- 大岡敏昭『幕末下級武士の絵日記―その暮らしと住まいの風景を読む』2007年
- 大岡敏昭『日本の住まいその源流を探る―現代から古代 中国の住まい』2008年
- 大岡敏昭『江戸時代日本の家―人々はどのような家に住んでいたか』2011年
- 石田繁之介『ジョサイア・コンドルの綱町三井倶楽部』2012年（発行：南風舎、発売：相模書房）
- 馬場璋造・寺松康裕・類洲環・中谷正人・神子久忠・松岡満男・小林浩志『建築21世紀はこれからだ―編集者・写真家 三〇〇年の視点』2013年（発行：スパイラル、発売：相模書房）
- 片桐正夫『朝鮮木造建築の研究―架構技術の発展と様式の成立』2014年